# تپه قربان‌تپه‌سی
تپه قربان تپه سی مربوط به دوره اشکانیان - دوره ساسانیان است و در شهرستان مشگین‌شهر، بخش مرکزی، دهستان مشکین غربی، روستای خراوان واقع شده و این اثر در تاریخ ۲۸ اسفند ۱۳۸۵ با شمارهٔ ثبت ۱۸۹۹۸ به‌عنوان یکی از آثار ملی ایران به ثبت رسیده است.